# Álvaro Montoro
Álvaro Montoro (Concepción, 17 aprile 2007) è un calciatore argentino, attaccante del Botafogo.

## Carriera

### Club
Montoro è cresciuto nel settore giovanile del Vélez Sarsfield, con cui ha firmato il primo contratto professionistico il 2 febbraio 2024. Ha debuttato in prima squadra due settimane dopo nell'incontro di Copa de la Liga Profesional vinto 1-0 contro l'Huracán.

### Nazionale
Ha giocato nella nazionale argentina Under-20.

## Statistiche

### Presenze e reti nei club
Statistiche aggiornate al 10 aprile 2025.
| Stagione        | Squadra         | Campionato      | Campionato | Campionato | Coppe nazionali | Coppe nazionali | Coppe nazionali | Coppe continentali | Coppe continentali | Coppe continentali | Altre coppe | Altre coppe | Altre coppe | Totale | Totale | Totale |
| Stagione        | Squadra         | Comp            | Pres       | Reti       | Comp            | Pres            | Reti            | Comp               | Pres               | Reti               | Comp        | Pres        | Reti        | Pres   | Reti   |        |
| --------------- | --------------- | --------------- | ---------- | ---------- | --------------- | --------------- | --------------- | ------------------ | ------------------ | ------------------ | ----------- | ----------- | ----------- | ------ | ------ | ------ |
| 2024            | Vélez Sarsfield | PD              | 8          | 0          | CA+CdL          | 2+7             | 0               | -                  | -                  | -                  | TC          | 1           | 0           | 18     | 0      |        |
| 2025            | Vélez Sarsfield | PD              | 9          | 0          | CA              | 1               | 0               | CL                 | 2                  | 1                  | SA          | -           | -           | 12     | 1      |        |
| Totale carriera | Totale carriera | Totale carriera | 17         | 0          |                 | 10              | 0               |                    | 2                  | 1                  |             | 1           | 0           | 30     | 1      |        |

## Palmarès
- Campionato argentino: 1

Velez: 2024